# Tomaš
Tomaš je naselje u Republici Hrvatskoj, u sastavu Grada Bjelovara, Bjelovarsko-bilogorska županija. 
Crkva sv. Tome u Tomašu, po kojoj je mjesto dobilo i ime, jedna je od najstarijih gotičkih objekata na bjelovarskom području i unatoč baroknim intervencijama i pregradnjama početkom 20. stoljeća, u velikoj je mjeri sačuvala originalne srednjovjekovne arhitektonske elemente.  Predstavlja najzapadniji primjer opečene gotike u kontinentalnoj Hrvatskoj i u toj kategoriji najbolje očuvani spomenik kulture.

## Stanovništvo
Prema popisu stanovništva iz 2001. godine, naselje je imalo 310 stanovnika te 107 obiteljskih kućanstava.
| broj stanovnika | 418   | 482   | 530   | 656   | 834   | 918   | 986   | 1062  | 1042  | 607   | 508   | 436   | 426   | 330   | 310   | 241   | 192   |
|                 | 1857. | 1869. | 1880. | 1890. | 1900. | 1910. | 1921. | 1931. | 1948. | 1953. | 1961. | 1971. | 1981. | 1991. | 2001. | 2011. | 2021. |